# Pilar Alonso i Moll

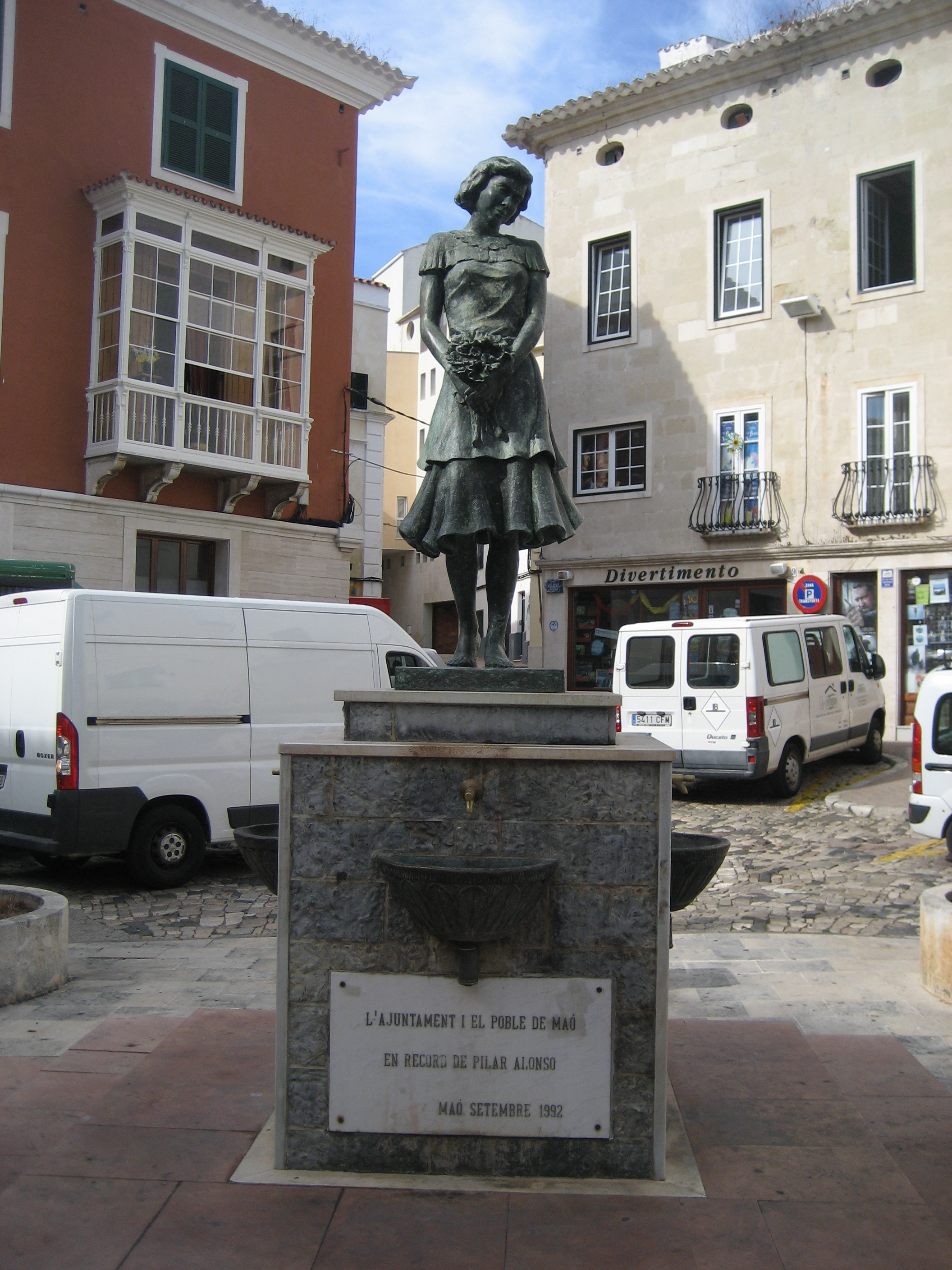
Monument a Pilar Alonso a la Plaça Colom de Maó (Menorca), abans de la reforma.

Pilar Alonso i Moll, coneguda amb el nom artístic de Pilar Alonso, (Maó, 15 de febrer de 1897 – Madrid, 27 de maig de 1980) va ser una cançonetista menorquina, cantant de cuplets. De fet, va ser la figura més emblemàtica del cuplet català de finals de la dècada dels anys 10 i meitat de la dècada dels 20 del passat segle xx.

## Biografia
El seu pare era José Maria Alonso, era barber i músic (clarinetista de l'Orquestra del Principal) i la seva mare, Antònia Moll, perruquera. A l'edat de dotze anys –moment en voga de les varietats i de l'esclat de la figura de Raquel Meller, a qui va veure al Teatre Principal de Maó el 14 de juny de 1913–, va rebre les primeres nocions de música de la mà del seu pare. La Pilar va començar a cantar a la perruqueria de la seva mare els cuplets que s'escoltaven, aleshores, per tot arreu. Aviat la van anomenar la «petita Raquel».
Després de cantar amb èxit a Maó el 1913, quan només tenia setze anys, ella i el seu pare va decidir provar fortuna en aquest món i van fer un viatge a Barcelona. La Pilar Alonso debutà al Saló Doré, ubicat a la Rambla de Catalunya, cantonada amb la Plaça de Catalunya (on després hi va haver el Teatre Barcelona). Pel Saló Doré hi desfilaven, en aquells moments, les millors cupletistes de l'època: Raquel Meller, Paquita Escribano, la Bella Chelito i d'altres. La presentació de Pilar Alonso no va ser tan reeixida com calia i tots dos van retornar a Maó molt aviat. Aquest primer fracàs no va esborrar, però, la vocació de la cantant i Pilar continuà preparant-se.
Temps més tard tornen a provar fortuna a Barcelona, aquest cop al Teatre Eldorado de la plaça de Catalunya, el temple per excel·lència de les varietats. Aquest cop, però, va ser la seva consagració. La carrera artística de Pilar Alonso va ser relativament curta però fulgurant i es feu habitual als principals teatres de la ciutat al costat de les grans vedets de l'època. Els seus cuplets i cançons es van popularitzar molt aviatː Nena, Sus pícaros ojos, Juan Manuel i, especialment, Les Caramelles, amb lletra de Joan Misterio i música de Càndida Pérez, estrenat al teatre Eldorado al novembre de 1919, que li va obrir les portes de la glòria. Seguiren Els Tres Tombs, La balladora, La Marieta de l'ull viu, Focs artificials… Aviat es va erigir en símbol del cuplet català, i participà activament en la celebració del concurs convocat pel diari El Día Gráfico, l'abril de 1920, que se celebrà al teatre Tívoli.
Els seus èxits en el cuplet català van arrossegar altres cupletistes a incorporar en els seus repertoris cuplets en aquesta llengua. La seva retirada i la mort sobtada de Joan Misterio el 1925, un dels lletristes més reputats, coincideix amb la mort del cuplet català.
A Madrid i la resta de l'estat espanyol no hi va actuar gaire, ni va triomfar tant com a Catalunya quan es presentà al Teatre Lara el 1921. La seva activitat discogràfica es comprèn entres els anys 1916 i 1925, acumulant un total de 129 cares (o 64 discos) enregistrades amb Gramófono, Pathé, Odeón i Victor.
Es va retirar l'any 1925 per a casar-se. Mai més va tornar a pujar a un escenari per interpretar cuplets.

## Repertori de cuplets catalans
- Les caramelles.
- La balladora.
- Els tres tombs.
- La serventa bonica.
- El preu de l'autonomia.
- Els focs artificials.
- A la Portaferrissa.
- L'orfeonista.
- Pasqua florida.
- Marieta de l'ull viu.
- L'escolanet.
- Els dijous del Turó Park.
- La boletaire.
- El primer petó.
- El Dia Gràfic.
- ...i és el tramvia.
- Cant a Barcelona.